# Yehuda Leib Tsirelson
Yehuda Leib Tsirelson (Kozelec', 24 dicembre 1859 – Chișinău, 6 luglio 1941) è stato un rabbino, politico e un posek rumeno.

## Biografia
Yehuda Leib Tsirelson nacque a Kozelec', nell'attuale Oblast' di Černihiv, all'epoca appartenente all'Impero russo, ed era figlio del rabbino locale. Grazie alle sue doti ed alle sue qualità, venne proclamato a soli diciannove anni rabbino della città di Pryluky. Sul finire del XIX secolo Tsirelson partecipò attivamente al processo di formazione del movimento sionista russo. Nel 1898 prese parte al congresso dei Sionisti russi tenutosi a Varsavia. All'interno del sionismo egli assunse ben presto una posizione critica. Già nel 1901 infatti, assieme ad altri dieci rabbini, aveva presentato nel corso del Quinto Congresso Sionista a Basilea una mozione, per altro respinta, affinché le attività giovanili del movimento fossero supervisionate da una commissione rabbinica. L'anno seguente a Vilno, Tsirelson partecipò alla formazione del movimento religioso Mizrachi. Accanto all'attività politica, Tsirelson si affermò sempre più come un intellettuale e studioso della religione e del diritto ebraico. Intrattenne una vasta corrispondenza letteraria con vari rabbini russi ed europei e pubblicò vari articoli e saggi sui giornali ebraici russi. Nel 1907 venne proclamato rabbino della corona di Pryluky, ovvero sia il suo ruolo di guida religiosa della comunità venne riconosciuto dalle autorità zariste. L'anno seguente venne nominato rabbino della corona di Chișinău. Tra il 1910 ed il 1917 Tsirelson presiedette la sesta commissione rabbinica, istituita dalle autorità zariste per le questioni concernenti la vita e la religione ebraica. Nel 1911 firmò, assieme ai 315 più influenti rabbini dell'Impero russo, un appello contro le false accuse e le manipolazioni occorse nell'Affaire Beilis. Ormai completamente allontanatosi dalle iniziali posizioni sioniste, Tsirelson partecipò come delegato al congresso fondatore del movimento politico ortodosso Agudat Yisrael, tenutosi a Kattowitz nel 1912. Nel corso della prima guerra mondiale organizzò un comitato di sostegno e supporto per i rifugiati e le vittime di guerra di religione ebraica.
Con l'annessione della Bessarabia alla Romania nel 1918, Tsilerson venne proclamato rabbino capo della regione. Nel 1922 venne eletto come rappresentante al parlamento della Romania mentre nel 1926 fu eletto come senatore per la città di Chișinău. Nel corso del suo mandato parlamentare cercò di denunciare pubblicamente il crescente clima di antisemitismo nel paese ma il suo articolo sul bollettino ufficiale venne censurato. A seguito di questo fatto Tsirelson rassegnò le dimissioni dal parlamento di Bucarest.
Quando la Bessarabia venne annessa all'URSS nel 1940 Tsilerson venne additato dalla stampa filo-sovietica come un agente anticomunista. Nonostante le sue personali convinzioni fossero contrarie al Sionismo, egli s'impegnò personalmente nell'aiutare quanti, tra gli Ebrei di Chișinău e della Bessarabia, avessero voluto emigrare in Palestina. Morì nel corso del primo bombardamento tedesco su Chișinău, durante le fasi iniziali dell'Operazione Barbarossa. È sepolto nel cimitero ebraico della capitale moldava.

## Memoria
Una strada nell'antico quartiere ebraico di Chișinău è dedicata alla memoria del rabbino Tsirelson. In alcune città israeliane vi sono strade dedicate alla sua memoria.